# Sam Tsemberis
Sam Tsemberis (1968) es un psicólogo clínico de origen griego creador de la metodología "La vivienda primero" (en inglés Housing First) para erradicar el sinhogarismo crónico.

## Trayectoria
Desde 1992, Tsemberis es director ejecutivo de la organización sin ánimo de lucro Pathways to Housing en Estados Unidos. Es profesor de psicología en el departamento de Psiquiatría en el Medical Center de la Universidad de Columbia (Nueva York) y trabaja como consultor internacional para gobiernos y organizaciones del tercer sector sobre sinhogarismo.
En marzo de 2017, según un informe de FEANTSA (Federación de Organizaciones que trabajan con Personas sin Hogar), Housing First es una metodología eficaz resolviendo el problema del sinhogarismo crónico que además es más efeciente en términos de costes, según demuestra la aplicación de la metodología en Finlandia.